# اسنجان
اَسِنجان یکی از روستاهای استان آذربایجان شرقی است که در دهستان سردصحرا بخش مرکزی شهرستان تبریز واقع شده‌است.

## جمعیت
جمعیت این روستا در سرشماری عمومی نفوس و مسکن سال ۱۳۸۵ خورشیدی، ۱٬۴۵۱ نفر برآورد شده‌است.

## تاریخچه
به گفته اهالی، این روستا به در حمله روس ها به ایران کل جمعیتش را بادود در غار خفه کرده اند.

## زبان
زبان اهالی این روستا ترکی اذربایجانی است.

## دین
اهالی این روستا مسلمان و شیعه اثنی عشری هستند.

## شغل
حرفه اهالی اسنجان تحت تأثیر آب‌وهوا و اقلیم این منطقه است.  کوهستانی بودن منطقه موجب شده تا دامداری جزو فعالیت‌های اصلی اهالی به‌شمار رود. کشاورزی دیمی نیز در اطراف روستا وجود دارد و عموما نخود و هندوانه دیمی کاشته می شود. باغداری نیز از دیگر شغل‌های مردمان این روستا است که تنها در  اطراف رودخانه موجود در روستا انجام میگیرد.

## آب و هوا
آب و هوای این روستا سرد و خشک است.